# CDC42EP1
CDC42EP1 (англ. CDC42 effector protein 1) – білок, який кодується однойменним геном, розташованим у людей на короткому плечі 22-ї хромосоми. Довжина поліпептидного ланцюга білка становить 391 амінокислот, а молекулярна маса — 40 295.
| 10         |  | 20         |  | 30         |  | 40         |  | 50         |
| ---------- |  | ---------- |  | ---------- |  | ---------- |  | ---------- |
| MPGPQGGRGA |  | ATMSLGKLSP |  | VGWVSSSQGK |  | RRLTADMISH |  | PLGDFRHTMH |
| VGRGGDVFGD |  | TSFLSNHGGS |  | SGSTHRSPRS |  | FLAKKLQLVR |  | RVGAPPRRMA |
| SPPAPSPAPP |  | AISPIIKNAI |  | SLPQLNQAAY |  | DSLVVGKLSF |  | DSSPTSSTDG |
| HSSYGLDSGF |  | CTISRLPRSE |  | KPHDRDRDGS |  | FPSEPGLRRS |  | DSLLSFRLDL |
| DLGPSLLSEL |  | LGVMSLPEAP |  | AAETPAPAAN |  | PPAPTANPTG |  | PAANPPATTA |
| NPPAPAANPS |  | APAATPTGPA |  | ANPPAPAASS |  | TPHGHCPNGV |  | TAGLGPVAEV |
| KSSPVGGGPR |  | GPAGPALGRH |  | WGAGWDGGHH |  | YPEMDARQER |  | VEVLPQARAS |
| WESLDEEWRA |  | PQAGSRTPVP |  | STVQANTFEF |  | ADAEEDDEVK |  | V          |

A: Аланін

C: Цистеїн

D: Аспарагінова кислота

E: Глутамінова кислота

F: Фенілаланін

G: Гліцин

H: Гістидин

I: Ізолейцин

K: Лізин

L: Лейцин

M: Метіонін

N: Аспарагін

P: Пролін

Q: Глутамін

R: Аргінін

S: Серин

T: Треонін

V: Валін

W: Триптофан

Кодований геном білок за функцією належить до фосфопротеїнів. 
Задіяний у такому біологічному процесі, як альтернативний сплайсинг. 
Локалізований у цитоплазмі, цитоскелеті, мембрані.